# Sixtus-affaire

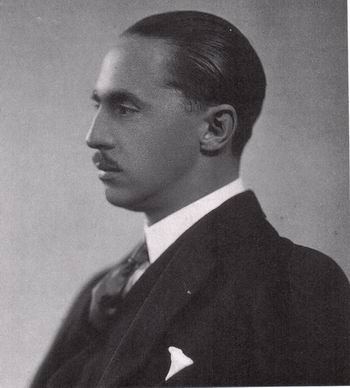
Prins Sixtus van Bourbon-Parma

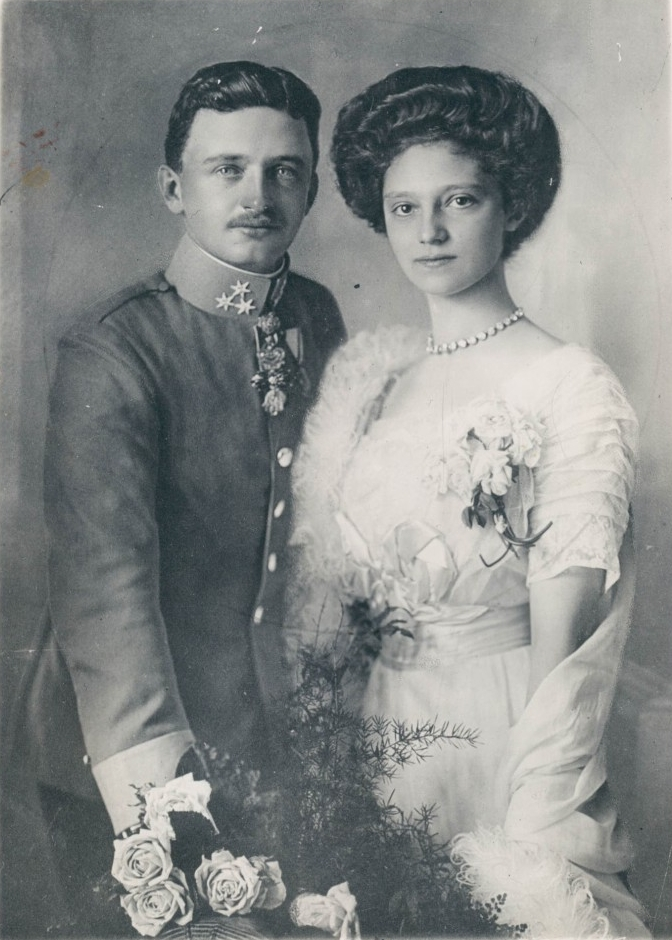
Keizer Karel I van Oostenrijk en zijn vrouw keizerin Zita streefden naar een snelle vrede

De Sixtus-affaire is een internationaal conflict dat veroorzaakt werd door de publicatie van een brief die Karel I van Oostenrijk in 1917 stuurde aan Frankrijk om zo een begin te maken met vredesonderhandelingen. De affaire dankt zijn naam aan de boodschapper, Sixtus Ferdinand van Bourbon-Parma, die namens de Oostenrijkse keizer de brief bezorgde.

## De affaire

### Vredesvoorstel 1916
Op aandrang van het keizerrijk Oostenrijk-Hongarije werd op 12 december 1916 vanuit de Centralen een vredesvoorstel overlegd aan de Entente. Dit voorstel volgde op de verovering van Roemenië, dat sinds augustus 1916 de neutraliteit had opgegeven en de oorlog had verklaard aan de Centralen. Het voorstel zelf was reeds tijdens de regering van keizer Frans Jozef I voorbereid.
Het voorstel was een hooghartig opgesteld document, waarin aan de Geallieerden gevraagd werd de strijd te staken, omdat de Centralen hun superioriteit wel hadden aangetoond.
Geen van de leden van de Entente ging in op dit voorstel. Ze omschreven het voorstel op 30 december 1916 als een voorstel zonder voorwaarden, dat meer weg had van een oorlogsmanoeuvre dan een vredesvoorstel.

### Karel I
Karel I van Oostenrijk – sinds 21 november 1916 keizer – besloot toen in 1917 op persoonlijke titel te proberen over vrede te onderhandelen, te beginnen met Frankrijk. Deze poging volgde op een uitspraak van de Duitse kanselier in maart 1917, die in het geheim had aangegeven dat de Duitsers eventueel bereid zouden zijn hun aanspraken op Elzas-Lotharingen te laten vallen. De keizer werd in zijn vredespogingen gesteund door zijn vrouw, keizerin Zita van Bourbon-Parma en de Rooms-Katholieke Kerk. De keizer was om twee redenen voorstander van een vrede:
1. hij was ervan overtuigd dat het Oostenrijks-Hongaarse leger niet meer in staat was om nog langer oorlog te voeren, bovendien was de bevolking oorlogsmoe.
2. de keizer, maar ook zeker zijn vrouw, waren vredelievend van aard en wensten om humanitaire redenen een zo snel mogelijke einde aan de strijd.

Om contact te maken met de Franse regering legde zijn vrouw, keizerin Zita, contacten met de prinsen Sixtus en Franz Xavier, die beiden dienstdeden in het Belgische leger. Sixtus en Xavier waren de broers van de keizerin. Via het neutrale Zwitserland werden de broers uitgenodigd om naar Wenen te komen. De minister van Buitenlandse Zaken, Ottokar Czernin von und zu Chudenitz stelde een algemene nota op en gaf deze aan de broers met de bedoeling dat zij deze zouden overhandigen aan de Franse president Raymond Poincaré. In deze nota werd een algemene vrede voorgesteld. Oostenrijk-Hongarije beloofde de onafhankelijkheid van Servië te herstellen maar de Oostenrijk-Hongaarse regering deed verder geen enkele andere toezegging. De keizer, die wist dat de Entente dit Oostenrijkse gebaar resoluut van de hand zou wijzen, overhandigde zijn zwagers een brief, gedateerd 24 maart 1917, waarin hij onder meer beloofde, dat hij alles in het werk zou stellen om de teruggave van Elzas-Lotharingen aan Frankrijk bij zijn bondgenoten te bewerkstelligen. Czernin werd niet op de hoogte gesteld van de inhoud van deze brief.

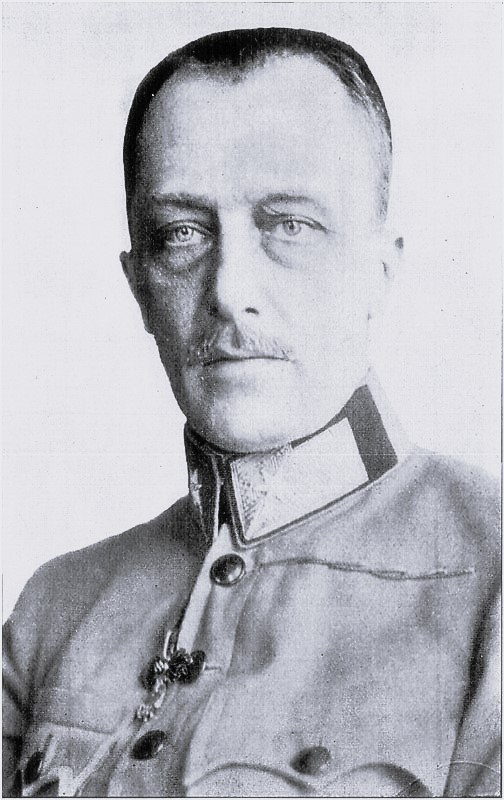
De temperamentvolle graaf Ottokar Czernin die in april 1918 blunderde

De broers Sixtus en Franz Xavier overhandigden de brief aan de Franse president, die ook de Engelse koning George V daarvan op de hoogte bracht. De Entente reageerde zeer positief op de brief van keizer Karel en de geheime contacten tussen de Entente en Oostenrijk-Hongarije, die al sinds het begin van de oorlog bestonden via Zwitserland, werden verder uitgebreid.

### Tweede brief
Op 9 mei 1917 volgde een tweede brief, als antwoord op Frankrijk, waarin Karel I bevestigde bereid te zijn de onafhankelijkheid van Servië en België te garanderen, en aan Frankrijk het gebied Elzas-Lotharingen terug te geven. Over gebieden die deel waren van het Oostenrijk-Hongaarse Rijk en waarop Italië aanspraak maakte (Zuid-Tirol) deed hij geen uitspraken. Al die tijd bleef minister van Buitenlandse Zaken, graaf Ottokar von Czernin, in het ongewisse over de feitelijke inhoud van de brieven. Ernstiger was dat de Duitse regering ook niet op de hoogte werd gesteld. In Duitsland was men zelfs niet op de hoogte van de in maart 1917 verzonden nota.
De poging liep vertraging op door de regeringswisselingen in Frankrijk maar van juni tot augustus 1917 werden de onderhandelingen weer opgepakt. Ze werden door Czernin echter steeds vaker tegengewerkt omdat hij overtuigd was van de totale overwinning van de Centralen, maar ook vanwege zijn angst voor de Duitse reactie.

### De Armand-Revertera-gesprekken en de Smuts-Mensdorff-gesprekken
In december 1917 bereikten de geheime contacten tussen de Entente en Oostenrijk-Hongarije een hoogtepunt. In Genève vonden aanvankelijk gesprekken plaats tussen de Franse majoor Abel Armand en de Oostenrijk-Hongaarse legatieraad, Nikolaus Graf von Revertera. Toen de onderhandelingen een nieuwe fase ingingen zond de Britse regering generaal Jan Christiaan Smuts (lid van het oorlogskabinet van het Britse Rijk) en zond de Oostenrijk-Hongaarse regering Albert Graf Mensdorff.
Het voorjaarsoffensief van 1918 verliep onverwachts goed voor het Oostenrijk-Hongaarse leger. Dit zorgde voor een golf van enthousiasme onder de politici in Wenen, onder wie Czernin. Op 2 april 1918 hield Czernin een leugenachtige rede, waarin hij zei, dat hij benaderd was door Georges Clemenceau die hem gevraagd zou hebben of hij tot onderhandelingen bereid was en wat de voorwaarden daarvoor waren. De status van Elzas-Lotharingen zou daarbij onveranderd blijven en dus Duits blijven. Het antwoord uit Parijs was toen dat op basis hiervan niet onderhandeld kon worden.

### Openbaarheid
Deze rede werd de volgende dag gepubliceerd en omdat deze in tegenspraak was met de werkelijkheid leidde dit ertoe, dat de premier Georges Clemenceau officieel verklaarde dat hij nooit zo'n brief gericht aan de keizerlijke regering had gestuurd. Clemenceau meldde juist dat de keizer een brief had gestuurd. Czernin, die niet wist van de twee persoonlijke brieven aan president Poincaré, deed Clemenceaus reactie af als bluf. Clemenceau maakte hierop de Armand-Revertera-gesprekken bekend en liet transcripties van de gesprekken in kranten publiceren. Tegelijkertijd wees Clemenceau op een brief van een in rang ver boven een minister staande persoon aan de Franse president. Dit was natuurlijk een toespeling op de Sixtus-affaire. Czernin besefte dit ook, maar omdat hij absoluut niet op de hoogte was van de brieven van de keizer, meende hij dat het om de algemene nota van maart 1917 ging. Toen Clemenceau later die maand melding maakte van de steun van Oostenrijk-Hongarije voor de Franse aanspraken op Elzas-Lotharingen, deed Czernin dit af als een leugen. Pas hierna publiceerde Clemenceau de inhoud van de eerste brief. Deze reactie manoeuvreerde Karel I in een moeilijke positie, die gevolgen zou hebben op zowel de korte als lange termijn.
- Op de korte termijn was de geloofwaardigheid van het Oostenrijk-Hongaars keizerrijk zwaar beschadigd, omdat Karel I de toezeggingen aan Frankrijk moest ontkennen en de premier Czernin niet bereid was zijn uitspraken in de rede terug te nemen. Karel I kon dan ook niet anders, dan zijn premier ontslaan. Maar ook de positie van het keizerrijk binnen de Centralen was zwaar gehavend. Op 12 mei 1918 werd Karl gedwongen een verdrag met Duitsland te sluiten waardoor de Dubbelmonarchie met handen en voeten aan Duitsland werd gebonden.
- Op de lange termijn betekende dit de val van het keizerrijk in 1918, ook omdat het keizerrijk geen onderhandelingsrol kreeg tijdens de vredesbesprekingen aan het einde van de Eerste Wereldoorlog en door die besprekingen uiteindelijk werd opgeheven. Een charmeoffensief van de keizerlijke familie na de oorlog om hun troon terug te krijgen mislukte jammerlijk, evenals twee pogingen tot staatsgreep in Hongarije in 1921.

De openbaarmaking van de brief door Clemenceau was volgens de Franse premier zelf een reactie op de leugenachtige rede van de Oostenrijkse minister van Buitenlandse Zaken. Er wordt echter ook niet aan getwijfeld, dat Clemenceau door de publicatie tweedracht wilde zaaien in het kamp van de Centralen. Vooral de minister van buitenlandse zaken van Amerika, Robert Lansing, noemde de actie van Clemenceau “ten hemelschreiend”, omdat hij door zijn actie de Oostenrijkers weer in de armen van Duitsland had gedreven. Anderzijds kan men stellen dat Clemenceau toch zijn uiterste best had gedaan de publicatie van de inhoud van de brief te voorkomen. De grootste fout was echter gemaakt door de keizer zelf: hij had Czernin niet op de hoogte gebracht van de inhoud van de brieven. De reden dat de keizer nooit met Czernin over de inhoud van de brieven sprak, liet zich gemakkelijk raden: Czernin zou nooit akkoord zijn gegaan met de inhoud, omdat zij een schending van het bondgenootschap met Duitsland inhield. Aanvankelijk deed Karel de gepubliceerde brief af als een falsificatie (11 april). De door premier Clemenceau genoemde in rang ver boven een minister staande persoon was niemand minder dan Sixtus, die op eigen houtje zou hebben gehandeld. Op 12 april 1918 eiste Czernin dat de keizer zwoer dat de door Clemenceau gepubliceerde brief vervalst was, anders zou hij zelfmoord plegen. De keizer zwoer daarop dat de door Clemenceau gepubliceerde brief een vervalsing was. Op 14 april, twee dagen later, was het Czernin duidelijk dat de door Clemenceau gepubliceerde brief echt was en trad hij als minister af. Uit handen van de keizer ontving hij bij zijn afscheid het grootkruis van de Orde van de Heilige Stefanus. Later werd er in Duitse legerkringen gezinspeeld om hem na een staatsgreep aan te stellen als regent. Deze plannen stuitten echter op verzet van keizer Wilhelm II en Czernin zelf.

## Nasleep
Ook na de Sixtus-affaire bleven er contacten bestaan tussen de Entente en Oostenrijk-Hongarije, zij het op een zeer laag pitje. Pas in oktober 1918 drong Oostenrijk-Hongarije weer aan op het hervatten van de contacten op hoog niveau. De Entente hadden toen echter de regeringen in ballingschap van Tsjecho-Slowakije, Polen en Zuid-Slavië reeds erkend en van een voortbestaan van het keizerrijk - in de toenmalige vorm - kon geen sprake meer zijn.
Op 3 november 1918 sloot Oostenrijk-Hongarije een wapenstilstand met Italië en de andere Entente-mogendheden. Op 11 november 1918 deed Karel I afstand van de regeringszaken (hij abdiceerde niet). Op 13 november 1918 deed hij ook afstand van de regeringszaken van het koninkrijk Hongarije. Hiermee kwam er een einde aan bijna 500 jaar keizerschap van de Habsburgers.

### Zaligverklaring
Op 3 oktober 2004 werd Karel I zalig verklaard door paus Johannes Paulus II. Uitgangspunt voor zijn zaligverklaring was zijn rol als vredestichter in de jaren 1917-1918. Zijn zaligverklaring roept echter vragen op, omdat hij tijdens de Eerste Wereldoorlog opdracht zou hebben gegeven tot het gebruik van gifgas en twee staatsgrepen zou hebben gepleegd (april en oktober 1921 te Hongarije).

## Verwijzingen
1. 1 2  14-18 De Eerste Wereldoorlog, door: R.L. Schuursma (hoofdred.), blz. 1361 (1976)
2. 1 2 3 4  idem
3. ↑  14-18 De Eerste Wereldoorlog, door: R.L. Schuursma (hoofdred.), blz. 1360 (1976)